# Matías Vega
Matías Vega (Rosario, 18 aprile 1986) è un calciatore argentino, portiere del Template:Calcio Juan Pablo II.